# USS Long Beach (CGN-9)
El USS Long Beach (CGN-9 o CG (N)-9) fue un crucero de la Armada de los Estados Unidos y el primero de su tipo propulsado por energía nuclear. Estuvo en servicio desde 1961 hasta 1995.

## Construcción
La construcción del USS Long Beach inició el 2 de diciembre de 1957. Estaba a cargo de Bethlehem Steel Company Shipyard, en Fore River Shipyard, Quincy, Massachusetts. Se botó el barco al agua el 14 de julio de 1959. Entró en servicio el 9 de septiembre de 1961 con el capitán Eugene P. Wilkinson en el comando.

## Servicio activo

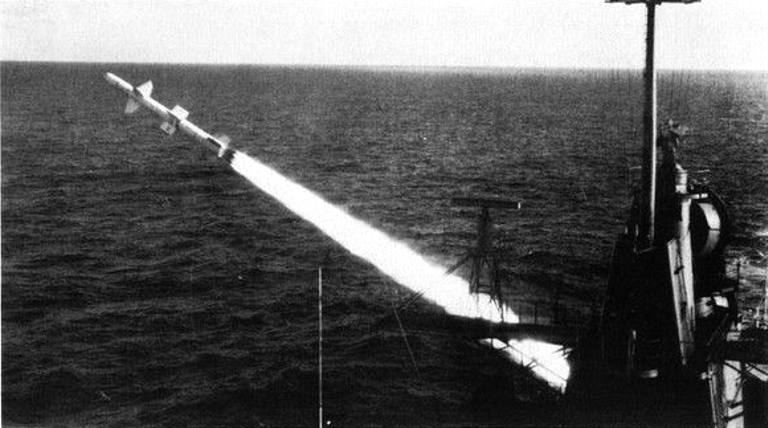
Disparo de un misil Talos (1962)

Fue su apostadero la base naval de Norfolk, Virginia. En 1962 fue objeto de revista del presidente John F. Kennedy. En 1964 participó de la Operación Sea Orbit, un viaje alrededor del mundo acompañado por el USS Enterprise y el USS Bainbridge. Estuvo presente en la región de la guerra de Vietnam en 1967 y 1968 como estación PIRAZ cumpliendo la tarea de guiado de aviones.
El USS Long Beach salió del servicio el 1 de mayo de 1995.
Puget Sound Naval Shipyard recicló la superestructura y los reactores el 25 de septiembre de 2002.

## Nombre
Su nombre es por la ciudad de Long Beach, California.